# (37581) 1990 SU15
1990 SU15 (asteroide 37581) é um asteroide da cintura principal. Possui uma excentricidade de 0.22103270 e uma inclinação de 12.51651º.
Este asteroide foi descoberto no dia 16 de setembro de 1990 por Henry E. Holt em Palomar.